# 강회관화

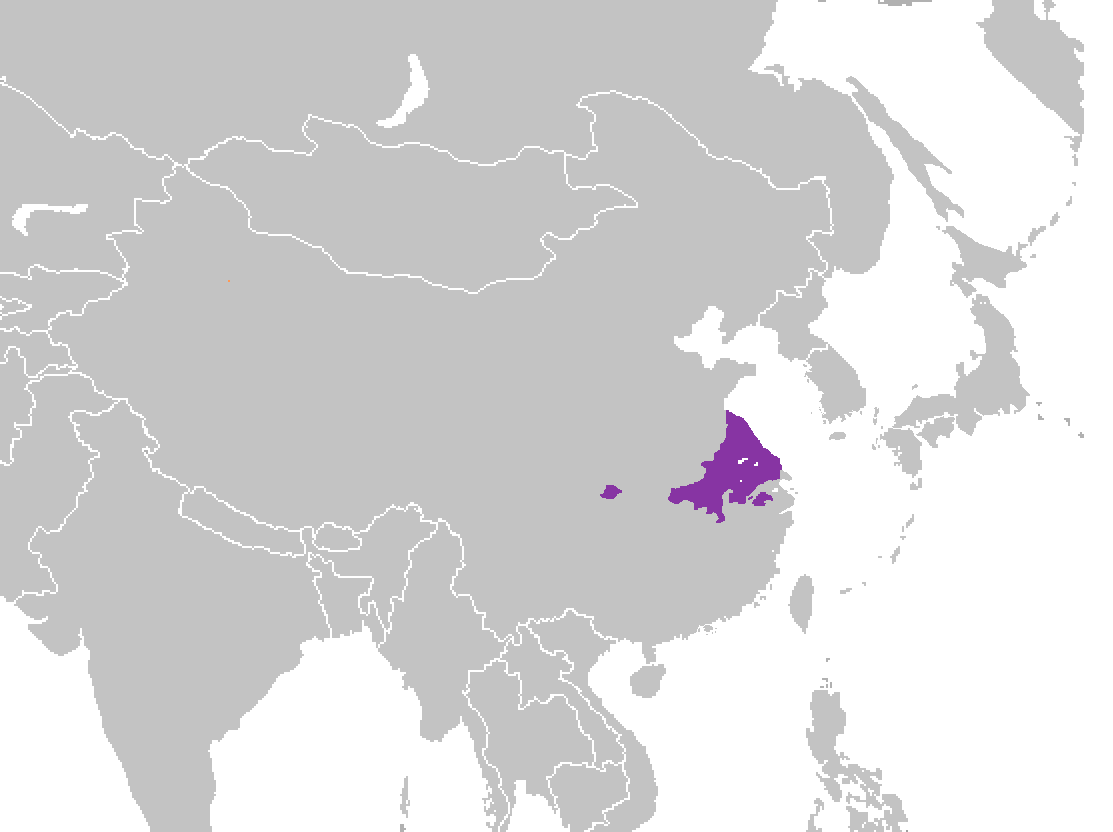

강회관화(중국어: 江淮官話 장화이관화[*]) 또는 하강관화(下江官話)는 회하(淮河)와 장강(長江, 양쯔강) 유역에서 사용되는 관화의 하위 방언이다. 대표적인 하위 방언으로 난징어가 있다.
관화에 속하지 않는 중국어의 방언인 우어(吳語), 후이어(徽語), 간어(贛語) 사용 지역과 인접해 있기 때문에 다른 지역 관화와 가장 차이가 큰 방언이다. 특히 중고한어의 어말의 파열음이 여전히 성문 파열음으로 보존되어 있다는 점에서 다른 관화와 구분된다.
명나라 시기와 청나라 초기까지 행정 언어는 강회 지역 관화에 기반하고 있었으나, 청나라 대 동안 19세기까지 북경관화로 표준이 옮겨갔다.

## 지리적 분포
강회관화의 사용 지역은 안후이성 중부, 후베이성 동부, 장쑤성 강북(江北) 지역 대부분 및 난징시 주변 지역에 걸쳐 분포한다.

## 하위 방언
《중국언어지도집》(Language Atlas of China)에서는 강회관화를 3개의 분파로 구분한다.
- 훙차오 방언(洪巢): 가장 규모가 크고 널리 퍼진 분파로 장쑤성과 안후이성, 그리고 저장성의 일부 지역에 집중되어 있다. 훙쩌호(洪澤湖)와 차오호(巢湖)에서 이름을 땄다. 대표적으로 난징어가 여기에 속하며, 주요 도시 중 허페이시, 양저우시, 전장시, 옌청시도 이 방언지역에 속한다.
- 퉁타이 방언(通泰): 장쑤성 동부의 타이저우, 난퉁에서 사용된다.
- 황샤오 방언(黄孝): 후베이성 동부의 황강 및 샤오간과 장시성 북부의 주장시 주변 지역에서 주로 쓰인다. 후베이성 서부의 주산현과 안후이성의 안칭시 주변에서도 쓰인다.

또한 광둥성, 광시, 하이난성, 푸젠성에 걸쳐 군가화(軍家話)라는 강회관화를 쓰는 언어섬들이 분포하고 있는데 이들은 명나라 홍무제 대에 장쑤성, 안후이성, 허난성 지역에서 보내어진 군인들의 후손으로 전해진다.
안후이성 남부에서 사용되는 후이저우어(후이어)는 오어, 감어와는 물론 강회관화와도 구별되는 특징들을 가지고 있어 분류가 어렵다. 《중국언어지도집》에서는 별개 방언으로 분류하고 있다.

## 문백이독
문백이독(문어와 구어 발음 차이)은 강회관화의 특징 중 하나이다. 다음은 그 예시이다.
| 예시 | 백독 (구어) | 문독 (문어) | 뜻         | 표준 중국어 발음 |
| ---- | ----------- | ----------- | ---------- | ---------------- |
| 斜   | tɕia        | tɕiɪ        | 비스듬하다 | ɕiɛ              |
| 摘   | tiɪʔ        | tsəʔ        | 따다       | tʂai             |
| 去   | kʰɪ         | tɕʰy        | 가다       | tɕʰy             |
| 锯   | ka          | tɕy         | 자르다     | tɕy              |
| 下   | xa          | ɕia         | 아래       | ɕia              |
| 横   | xoŋ         | xən         | 가로지르다 | xəŋ              |
| 严   | æ̃           | iɪ̃          | 엄하다     | ian [jɛn]        |
| 挂   | kʰuɛ        | kua         | 걸다       | kua              |
| 蹲   | sən         | tən         | 쭈그리다   | tuən             |
| 虹   | kaŋ         | xoŋ         | 무지개     | xoŋ              |